# Blancafort (Spagna)
Blancafort è un comune spagnolo di 415 abitanti situato nella comunità autonoma della Catalogna.